# Portuscale Cruises
Portuscale Cruises war eine portugiesische Reederei, die von 2013 bis 2016 bestand. Sie war die erste portugiesische Reederei, die sich auf Kreuzfahrten spezialisiert hatte.

## Geschichte

### Gründung
Nach Insolvenz der britisch-australischen Reederei Classic International Cruises im Dezember 2012 kaufte der portugiesische Geschäftsmann Rui Alegre vier ihrer fünf Schiffe auf und gründete mit ihnen im Februar 2013 die neue Reederei mit Sitz in Lissabon. Die Schiffe erhielten die Namen portugiesischer Städte und Regionen: Azores (ex Athena), Funchal (ohne Namensänderung), Lisboa (ex Princess Danae) und Porto (ex Arion). Aufgrund ihres schlechten Zustandes wurde die Princess Daphne nicht übernommen und 2014 abgewrackt. Die Schiffe wurden zunächst zur Überholung bzw. Umbauten zu Werften in Lissabon und Marseille verbracht.

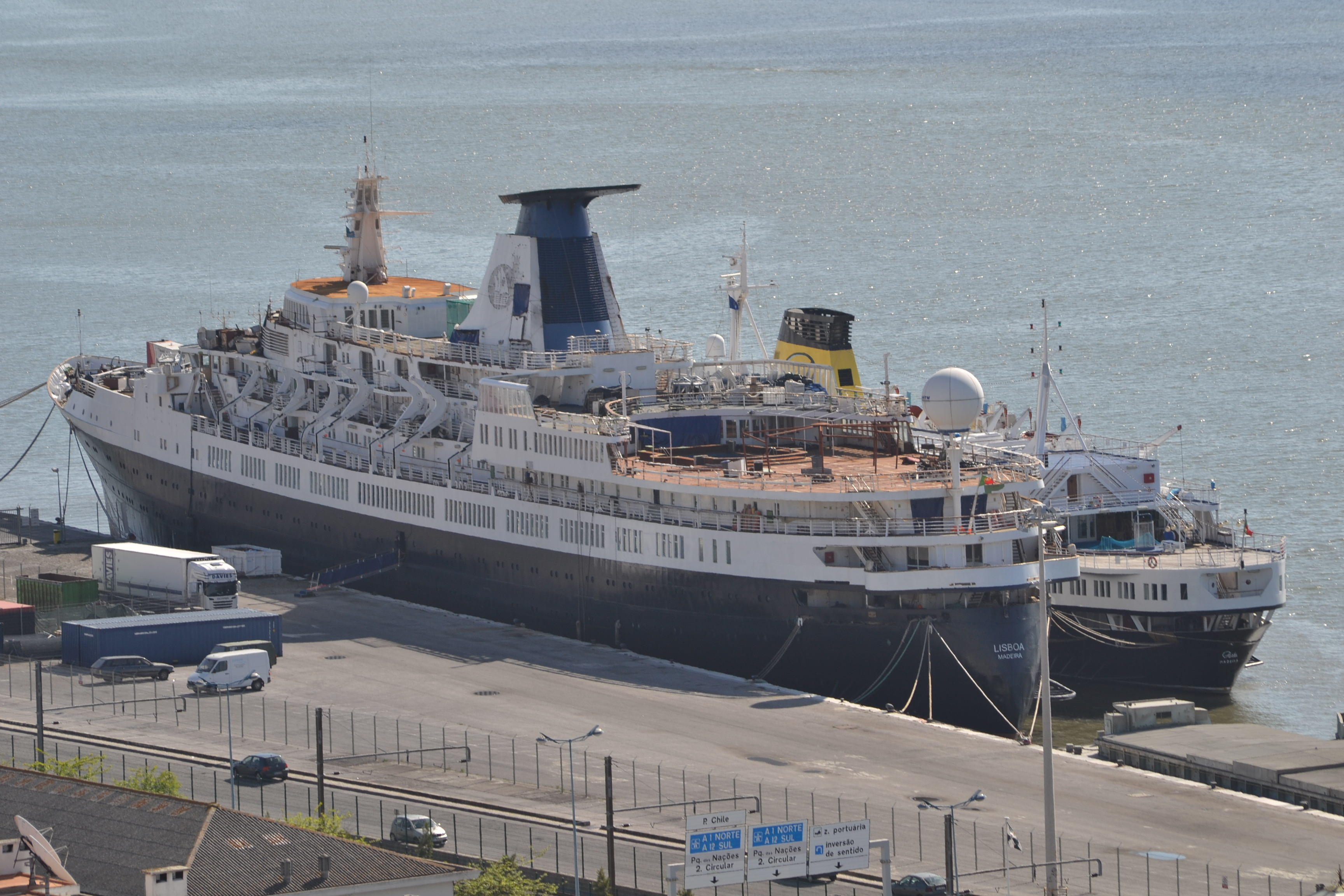
Lisboa und Porto 2014 in Lissabon

### Konzept
Das Konzept des Unternehmens zielte auf Passagiere der gehobenen Klasse, die einen Fünf-Sterne-Standard, kleinere Schiffe mit wenigen hundert Passagieren und die Heimatsprache als Bordsprache bevorzugten. Dazu sollten die vier Schiffe jeweils von einem anderen Land aus operieren, für die die Reederei Tochtergesellschaften gründete. Die Funchal sollte von Nordeuropa, die Azores und Lisboa von Frankreich aus agieren, während die Porto für den Einsatz in der Ägäis und der Adria vorgesehen war.

### Entwicklung der Reederei

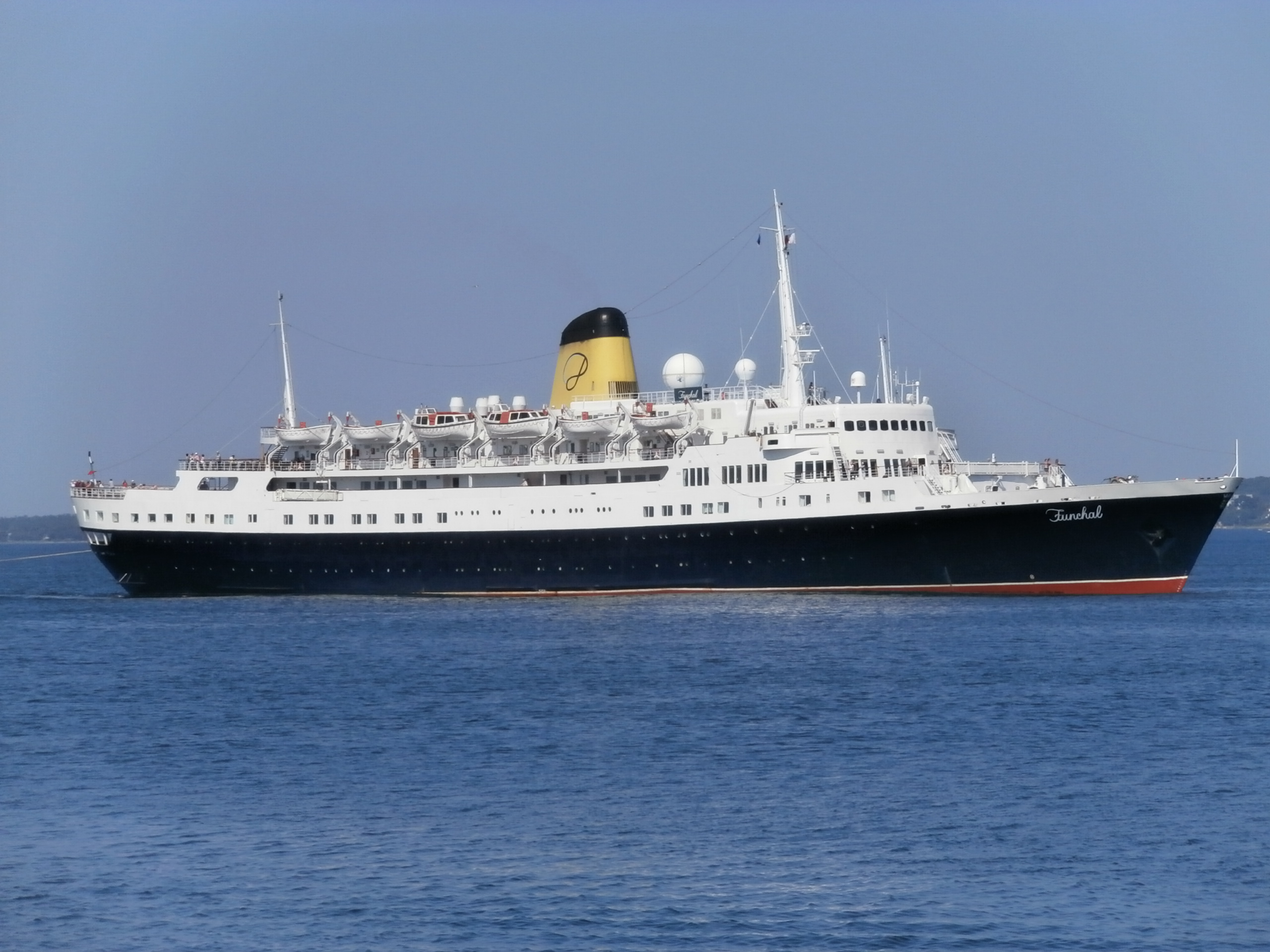
Funchal 2014

#### LisboaundPorto
Von den vier Schiffen der Reederei kamen lediglich zwei in Fahrt: Die beiden Liner Lisboa und Porto blieben in Lissabon aufgelegt, da sich einerseits die Renovierungs- und Umbauarbeiten der Lisboa immer weiter verzögerten und schließlich eingestellt und gleichzeitig bereits ausgehandelte Charterverträge für die Porto wieder abgesagt wurden. Während die Lisboa schon 2015 abgewrackt wurde, folgte die Porto diesem Weg 2018.

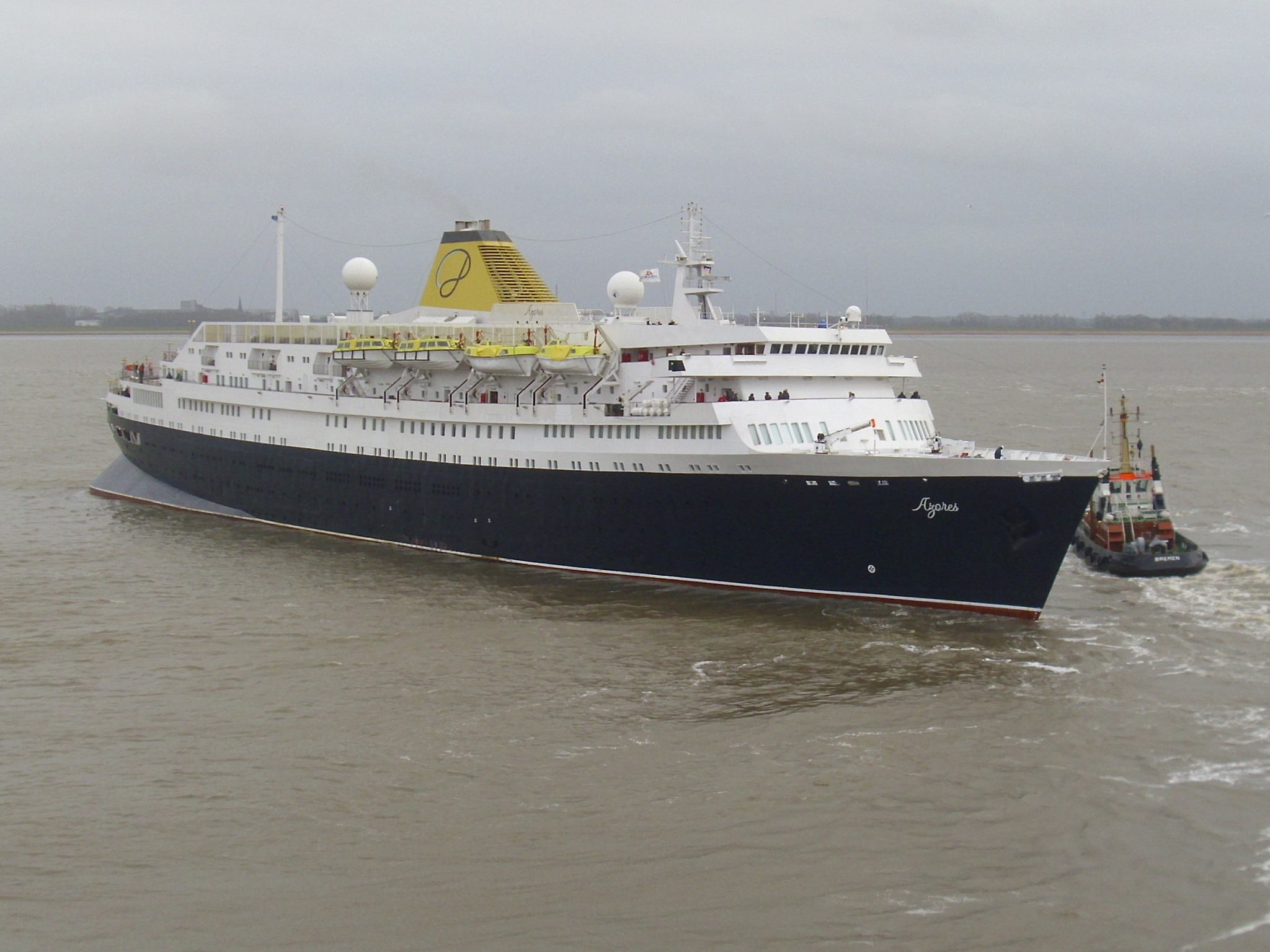
Azores 2014

#### Funchal
Für ihre eigenen Angebote stellte Portuscale Cruises einzig die Funchal in Dienst. Im Frühjahr 2013 verließ das Schiff erstmals Lissabon für eine Kreuzfahrt und fuhr zunächst nach Göteborg. Auf dem Programm standen anschließend die Weiterfahrt nach Norwegen, Grönland und Großbritannien, im Herbst dann Fahrten ins Mittelmeer und in das Schwarze Meer. Bereits in Göteborg setzten die Behörden das Schiff aufgrund zahlreicher Sicherheitsmängel fest. Ein Teil der Passagiere verließ das Schiff, das nach Behebung der Mängel mit einer Woche Verspätung weiterfuhr. Erst im Jahr 2014 konnte das Schiff die komplette Route ohne Probleme befahren und die (einzige) Saison abschließen. Im Folgejahr musste die Reederei die Kreuzfahrten mit der Funchal absagen und das Schiff wurde ebenfalls aufgelegt.

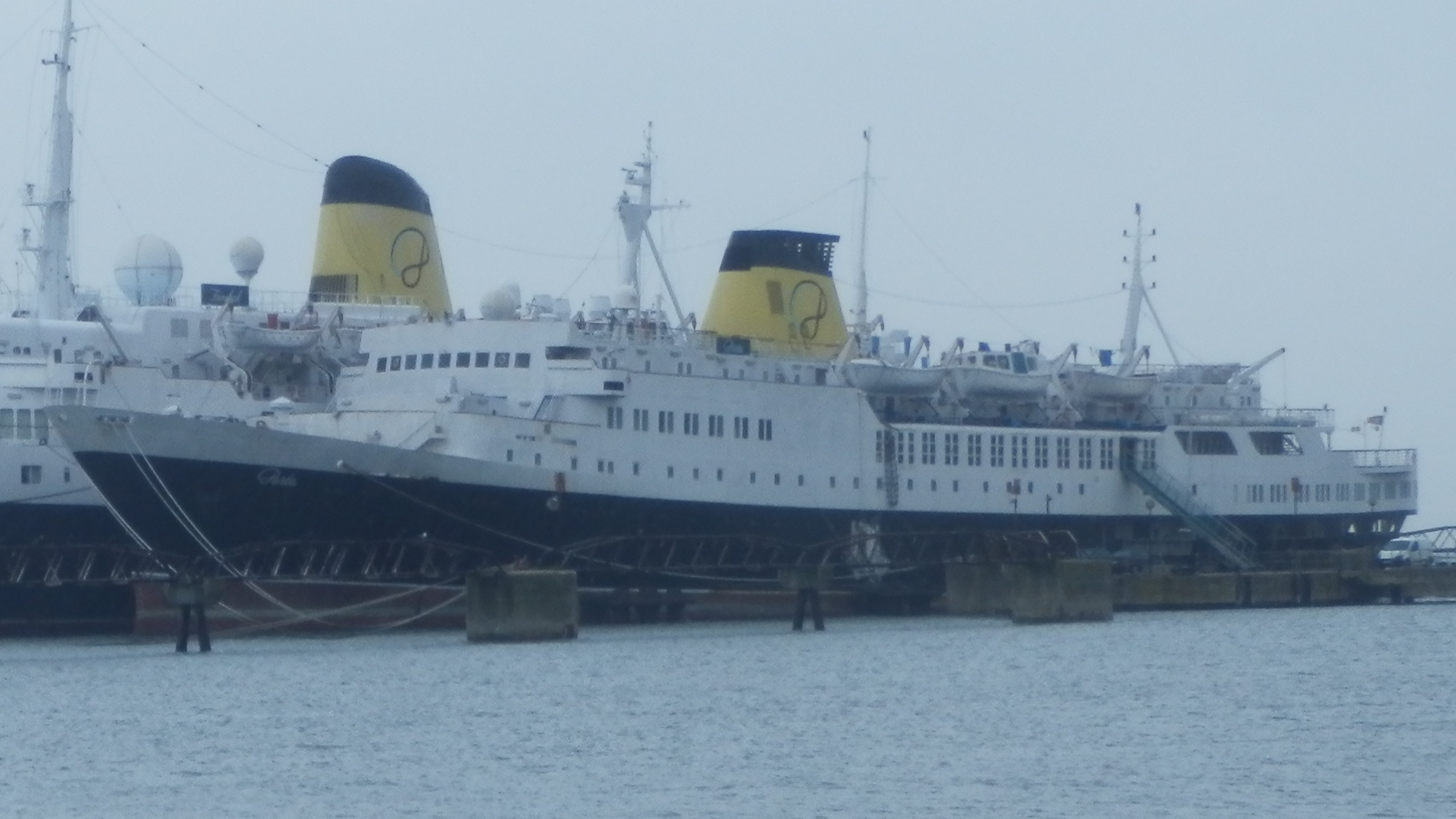
Funchal und Porto 2014

#### Azores
Das vierte Schiff, die Azores, wurde verchartert: Ab März 2014 verkehrte sie für Ambiente Kreuzfahrten auf Kreuzfahrten in europäischen Gewässern. Die Zusammenarbeit zwischen der Marke Ambiente Kreuzfahrten und Portuscale Cruises wurde aber aufgrund geringer Passagierzahlen am 5. September 2014 vorzeitig eingestellt. Ab 2015 wurde das Schiff von Cruise & Maritime Voyages gechartert und ersetzte dort die Discovery. Für Portuscale Cruises kam die Azores nicht mehr zum Einsatz.

### Ende der Reederei
Währenddessen sagte die Reederei für das Jahr 2015 weitere Kreuzfahrten ab und versuchte, auch die Funchal zu verchartern. Da dies nicht gelang, wurde auch das dritte Schiff aufgelegt. Die Azores wurde zunächst von der Cruise & Maritime Voyages gechartert und dann komplett übernommen. Portuscale Cruises kam in die Zahlungsunfähigkeit und musste den Betrieb 2015 einstellen. Im Folgejahr meldete sie Insolvenz an und wurde aufgelöst, die noch vorhandenen Schiffe standen weiter zum Verkauf.

## Schiffe der Reederei
| Name    | Baujahr | Werft                                            | Vermessung | Dienstzeit | Anmerkungen, Verbleib |
| ------- | ------- | ------------------------------------------------ | ---------- | ---------- | --- |
| Azores  | 1948    | Götaverken, Göteborg                             | 16.144 BRZ | 2013–2016  | 1948 schwed. Stockholm, 1960 ostdt. Völkerfreundschaft, 1985 panam. Volker, 1986 norweg. Fridtjof Nansen, 1993 ital. Italia, 1994 Italia Prima, 1999 Valtur Prima, 2005 griech. Athena, 2013 Azores, 2016 Astoria                                                                                                 |
| Funchal | 1961    | Helsingør Skibsværft og Maskinbyggeri, Helsingør | 9.563 BRZ  | 2013–2016  | über alle Eigner ohne Namenswechsel im Einsatz: 1961 für portug. Empresa Insulana de Navegação, 1973 für portug. Cia. Portuguesa des Transportes Maritimos, 1985 für Arcalia Shipping, 2003 für Classic International Cruises, 2013 für Portuscale Cruises, 2015 aufgelegt, 2018 versteigert an Signature Living. |
| Lisboa  | 1955    | Harland & Wolff, Belfast                         | 16.531 BRZ | 2013–2015  | 1955 brit. Frachtschiff Port Melbourne, 1972 griech. Therisos Express, 1974 Umbau zum griech. Kreuzfahrtschiff Danae, Anar, Starlight Princess, Baltica, 1994 brit.-austral. Princess Danae, 2013 portug. Lisboa, 2015 abgewrackt.                                                                                |
| Porto   | 1965    | Brodogradiliste Uljanik, Kraljevica              | 5.888 BRZ  | 2013–2016  | 1964 jug. Istra, 1991 russ. Astra, 1996 panam. Astra I, 2000 brit.-austral. Arion, 2013 Porto, 2018 abgewrackt. |